# Cisticole naine
Cisticola nana
Espèce
Statut de conservation UICN

 LC  : Préoccupation mineure
La Cisticole naine (Cisticola nana) est une espèce de passereaux de la famille des Cisticolidae.
Elle peuple les savanes épineuses sèches et les zones forestières ouvertes d'Afrique de l'Est,.